# Ålesund
Ålesund er en kommune i Møre og Romsdal. En del af kommunen udgør byområdet/tettstedet Ålesund, og en del af kommunen Sula, udgør den anden del af byområdet. Ålesund kommune er omgivet af kommunerne Giske (i vest og nord), Haram (i nord), Skodje (i øst), Sykkylven (i sydøst over Storfjorden), og Sula (i syd). Sammen med Sula er Ålesund det 10. størst byområde i Norge med omkring 50.345 indbyggere.
Med kommunereformen i Norge blev   Sandøy, Skodje, Haram og Ørskog kommuner  1. januar 2020  lagt  sammen med Ålesund. Haram kommune blev igen selvstændig kommune fra 1. januar 2024.
I 1848 fik Ålesund bystatus. Ålesund er i dag regionscenter for hele Sunnmøre.  Bykommunen fik sine nuværende grænser i 1977 da Sula blev skilt ud som egen kommune. Ålesund er kendt for sin jugendstil, Art Nouveau.  
Ålesund kommune måler ca. 98 kvadratkilometer, hvoraf 8 kvadratkilometer er jordbrugsareal. Ålesund ligger yderst ved fjordsystemerne på Sunnmøre og omfatter øerne Hessa i vest, Aspøya og Nørvøya i midten og halvdelen af Oksnøya i øst. I nord ligger Ellingsøya adskilt fra de førstnævnte øer ved Ellingsøyfjorden, men der er tunnelforbindelse under fjorden fra byens centrum.
Ålesund er også en vigtig fiskerihavn.

## Historie
Ålesund fik bystatus i 1848. Museumsområdet i gamle Borgundkaupangen fra vikingtiden har givet utallige fund ved udgravninger, som i dag er en del af udstillingen i Middelaldermuseet til Sunnmøre Museum. Borgund var et vigtigt religiøst, kulturelt og handelsmæssigt centrum. Stedet sygnede hen efter pesten, og først i 1793 fik det nye bycentrum Ålesund visse handelsrettigheder. I 1700-tallet var området omkring Ålesundet, blandt andet Brunholmen, tilholdssted for nogle handelsmænd, for eksempel Hans Holtermann.
Ålesund blev ladested med cirka 300 indbyggere i 1793, og købstad med cirka 1200 indbyggere i 1848. Den store ekspansion fik byen i anden halvdel af 1800-tallet sammen med fiskeriet voksede i Sunnmøre. Sin nuværende form fik Ålesund efter den store bybrand i 1904.
I historien om Jomsvikingslaget, fortælles at Håkon Jarl havde tre templer i Norge. Det mest fornemme var i Borgund.
Ålesund blev eget sogn i 1858, og var indtil da annekssogn under Borgund.

### Efter bybranden i 1904
Natten den 23. januar 1904 hærgede en voldsom brand i Ålesund. Det første varsel nåede bandstationen i Lihaugen kvart over to om natten. Branden hærgede hele natten, formiddagen og eftermiddagen før den blev slukket
Branden startede på Aspøya, i Aalesund Preserving Co.s fabrik, som lå hvor Nedre Strandgate 39 ligger i dag. Branden sluttede lige vest for det som i dag kaldes Brusdalshagen, det vil sige Borgundvegen 39. Det sidste og østligste hus som brændte, stod hvor Borgundvegen 37 står i dag. I alt blev omkring 850 hus brændt ned og der var kun omkring 230 huse tilbage indenfor bygrænserne. Der omkom kun én person under branden.
Rigeligt med hjælp kom til Ålesund fra nær og fjern i Norge og fra udlandet. Meget af den gode hjælp blev imidlertid fuldstændigt overskygget af det Tyskland, i Kejser Wilhelm II's navn, sendte nordover – fire store skibe lastet med hjælpemandskab, mad, medicin og andet nødvendigt udstyr.
Genopbygningen startede efteråret 1904, og allerede tre og et halvt år efter – i 1907 – var det meste af den udbrændte bykerne genopbygget. Størstedelen blev bygget i stilen som var datidens Art Nouveau eller Jugendstilen.
I 1909 blev Ålesund kirke bygget (på Aspøya).

### Anden verdenskrig
Betegnelsen "Lille London" blev under anden verdenskrig brugt på grund af modstandsarbejdet som foregik her. Blandt andet var byen central i flugten til Shetland, Skotland og England. Der eksisterede mindst fem eksportgrupper for Englandsfarten i byen. Blandt disse Torsvik-gruppen som blev ødelagt af provokatøren Finn Kaas. Rinnanbanden afslørede ved provokation flere af disse grupper.

### Efterkrigstid
Ålesund skabte samfærdselshistorie med undersøisk tunnel til Ellingsøy og videre til Valderøy og Vigra (de to sidste i nabokommunen Giske). Med bro til Giske og tunnel til Godøy blev hele området landfast. Ålesund fejrede 150 års jubilæum i 1998 med et helt år med fejring og markeringer. 
I 2004 blev også 100-års dagen for bybranden markeret med et stort arrangement. Heriblandt var der en byvandring brandens fodspor gennem byens gader kl. 2.00 om natten til d. 23. januar, hvor branden startede. Omkring 10.000 mennesker mødte op.
Ålesund var en af få byer med et fuglefjeld midt i byen. Men dette blev sprængt væk for at give plads til rådhuset og Kremmergaarden - den sydlige del i 1971 og den norlige e i 1973.

## Geografi

### Topografi
Med et areal på 98 km² er kommunen relativt lille i udstrækning, som også gør at de omkringliggende kommuner har et tæt forhold til byen. Der er kun 8 km² er landbrugsareal. Byen omfatter øerne Hessa (4 km²) i vest, muligvis Norges tættest befolkede ø Aspøy med Brunholmen (0,6 km²) og Nørvøya med bl.a. Buholmen og Flatholmen (7 km²) i midten samt halvdelen af Oksnøya (Ålesunds del 58 km²) i øst. I nord ligger den langstrakte Ellingsøya (22 km²) adskilt fra de førstnævnte øer ved Ellingsøyfjorden. Der er tunnelforbindelse under fjorden fra byens centrum. Af mindre befolkede øer kan nævnes Humla og Tørla beliggende syd-øst i kommunen mod Sula kommune.
Til Ålesund hører også en række små øer, hvoraf de fleste er ubeboede. I nord går kommunegrænsen langs Grytafjorden mellem Ellingsøya og fastlandet. Valderhaugfjorden danner grænsen mod økommunen Giske i nordvest og i syd går Hessafjorden/Borgundfjorden mellem Ålesund og Sula. 
Øerne er langstrakte i østvest-retningen, ofte med stejle skrænter mod nord og vest og fladere sider mod øst. Landskabet er kuperet med flere fjeldtoppe som Sukkertoppen (314 moh.) på Hessa og udsigtspunktet Aksla (189 moh.) på Nørvøya. Undergrunden består af gnejs.

### Bydele
Normalt skelner man mellem Ålesund i indre, midterste og ydre bydel.
Den ydre bydel er det som er rundt om Ålesund centrum: Hessøya, Aspøy og Nørvøy. Midterbydelen er rundt om Nørvasund bydel.
Indre bydel er det som er rundt om Spjelkavik og videre mod grænserne til Sula og Skodje kommune. 
Ellingsøya bliver regnet som en bydel ved siden af resten af byen pga. sin beliggenhed.
Befolkning fordelt på SSB`s delområder pr 01.01.2015: 
- Hessa: 4.040 indb.
- Aspøy: 3.376 indb.
- Nørvøy ydre: 5.849 indb.
- Nørvøy indre: 3.798 indb.
- Nørvasund: 4.787 indb.
- Åse-Lerstad: 5.809 indb.
- Spjelkavik: 6.932 indb.
- Blindheim: 7.545 indb.
- Emblem: 1.430 indb.
- Ellingsøy: 2.550 indb.
- Uoppgitt: 200 indb.

Befolkning fordelt på øer:
- Hessa: 4.040 indb.
- Aspøy: 3.376 indb.
- Nørvøy: 9.647 indb.
- Oksnøy: 26.106 indb. (Ålesunds del af Oksnøy)
- Tørla-Humla: 397 indb.
- Ellingsøy: 2.546 indb.
- Øyene i Ellingsøyfjorden: 4 indb.

### Klima
Ålesund har et typisk varmtempereret klima hvor ingen måneder har gennemsnitstemperatur under -3 °C. Men somrene er kølige. Nedbørsmængden er rigelig, med omkring 1300 mm pr. år i gennemsnit, målt på Vigra. Nedbøren falder hele året; mest i september-december. Klimaet er blæsende, særlig om vinteren; storme er ikke usædvanlige. 
| Måned | jan | feb | mar | apr | mai | jun  | jul  | aug  | sep  | okt | nov | dec |
| --- | --- | --- | --- | --- | --- | ---- | ---- | ---- | ---- | --- | --- | --- |
| Gennemsnit °C | 1,4 | 1,9 | 4,8 | 6,3 | 9,2 | 14,3 | 15,0 | 15,6 | 13,0 | 8,4 | 5,7 | 4,1 |
| Kilde:http://www.yr.no/sted/Norge/Møre_og_Romsdal/Ålesund/Ålesund/statistikk.html Arkiveret 18. november 2018 hos Wayback Machine [ Meteorologisk institutt] Alle data er fra målestationen på Giske. Tabellerne viser gennemsnitstemperatur. |     |     |     |     |     |      |      |      |      |     |     |     |

Ålesund har med sin meget varierende geografi, store lokale temperaturvariationer. Temperaturen varierer ofte med hele 5 grader mellem øst og vest i kommunen. Specielt på varme skyfrie sommerdage bliver forskellene mærkbare.

## Infrastruktur og transport

### Veje
Ålesund er tilknyttet Europavej 136, som går fra Dombås i Oppland, og knytter Sunnmøre sammen med E6 og Østlandet.
Byen er tilknyttet Giske kommune med undersøiske tunneller, som også knytter bydelen Ellingsøya sammen med resten af byen. Det diskuteres at indføre en betalingsring for at forbedre byens belastede vejnet. Europavej 39, som går fra Trondheim til Aalborg, går igennem den østligste bydel Spjelkavik. Spjelkavik ligger mellem de to færger, Molde-Vestnes og Festøy-Solavåg. Ålesund har også mange færgeforbindelser på fylkesvejene til øerne uden for byen. Nogen af disse er: Hareid-Sulesund (Fv61) og Sykkylven-Magerholm (Fv60). Der er ingen motorveje i Ålesund. 

### Fly
Ålesund Lufthavn er lokaliseret på Vigra i Giske kommune uden for Ålesund. Lufthavnen har internationale ruter til København, Alicante, Gdansk, Kaunas og Amsterdam, indenrigsruter til Oslo, Bergen, Trondheim og Kristiansund, ligesom der er en betydelig chartertrafik fra lufthavnen.

### Kollektiv transport
Hurtigruten har daglige anløb i Ålesund fra nordsiden af centrum. Om sommeren går Hurtigruten til Geiranger fra Ålesund og om i efteråret ind i Hjørundfjorden.
Tide betjener flere hurtigbådsforbindelser fra Ålesund centrum, med bådruter blandt andet til Hareid, Langevåg, Valderøy, og Nordøyane.
Ålesund har bilfærgeforbindelse på Fylkesvei 60 mellem Magerholm og Ørsneset i Sykkylven. Dette er en af fylkets og landets mest trafikkerede færgeruter.
Busforbindelserne i selve Ålesund drives af Nettbuss Møre og har primært ruter mellem Ålesund centrum og Moa. Der er busterminaler som forbinder busruterne mellem bydelene og videre ud i regionen rundt omkring i byen. Der er også gode bussforbindelser videre mod Vestlandet, Trøndelag og Østlandet.

## Politik
Ålesund kommune blev oprettet i 1837. I 1968 blev kommunen slået sammen med Borgund, som på det tidspunkt var blevet større end Ålesund indbyggertal. Sula, som var en del af Borgund, fremsatte krav om at blive udskilt fra den nye storkommunen. Kommunen fik medhold og Sula blev egen kommune i 1977.
Ålesund bystyre har 49 repræsentanter. Ud fra valgresultatet i 2015 har Arbeiderpartiet 18 repræsentanter, Høyre 9, FrP 8, KrF 5, Ålesundslista 3, Venstre 3, MDG 1, Sv 1 og Sp 1. 
I kommunevalget 2015 fik Arbeiderpartiet 36,2 % af stemmerne. Både Høyre og FrP gik tilbage. KrF sammen med Sv og MDG støtter Arbeiderpartiet med ordførerkandidat Eva Vinje Aurdal, mens KrFs Tore Johan Øvstebø blev varaordfører. Bjørn Tømmerdal var ordfører fra 2007 til 2015.

## Erhverv
En stor del af byens erhvervsliv er baseret på fiskeri. Fra gammel tid har dette været det vigtigste erhverv, og den maritime sektor spiller stadig en stor rolle i Ålesund. Flere af landets største fiskeri og opdrætsvirksomheder stammer fra Ålesund. Havnen er er Norges største fiskerihavn, dent tredje største containerhavn, Norges fjerde største eksporthavn. I 2008 var det desuden landets tredjestørste handelsflåde efter Oslo og Bergen.
Ålesund er sæde for Kystverket, Fiskeridirektoratets regionkontor for Region Midt, Helse Møre og Romsdal, Sunnmøre Politidistrikt, Sunnmøre Tingrett, Nordre Sunnmøre Prosti og regionskontor for Sjøfartsdirektoratet.
Af større virksomheder findes bl.a. Rolls Royce Marine, Vard, Farstad Shipping, Bunker Oil, K. Sperre, Aalesund Enterprises, Hexagon, Fjordlaks, Brødr. Sunde, som er kendt for at producere Sunpack og Sundolitt, Sparebanken Møre, Norway Pelagic, Tafjord Kraft, Nettbuss Møre, NCE Maritime, Spilka, Laader Berg, Porolon og Stokke AS. 

### Handel
Ålesund er det største handelscentrum mellem Bergen og Trondheim, og trækker handlende fra hele Nordvestlandet. Handelen i kommunen er for det meste lagt til Ålesund centrum og til Moa, som er et handelsområde i bydelen Spjelkavik ca. 10 km fra Ålesund centrum.  
På Moa findes det nu et storcenter kaldet Amfi Moa, der blev etableret i 2008 som følge af en sammenlægning af de tre storcentre Stormoa, Moa syd, og Moa Gaard. I marts 2008 var Amfi Moa det tredjestørste storcenter i Norge målt på omsætning.
Indenfor Moaområdet ligger nærmere 250 butikker på et lille geografisk område. Lige ved Moa ligger også Spjelkavik centrum med et udvalg af butikker og spisesteder.
I Ålesund centrum har en lang række butikker og dagligvareforhandlere. Tidligere lå det fleste i gadeplan, men nu indeholder storcentrene  Ålesund Storsenter og Kremmergaarden de mest kendte butikskæder. Tilsammen har de omkring 110 butikker. I alt findes der godt 300 butikker og spisesteder i centrum.
Tidligere fungerede gågaden hele året, men det er nu ændret til kun at være en gågade mellem 1. maj og 1. oktober. I Korsatunnelen, der er en oplyst gangtunnel mellem Keiser Wilhelmsgate og St. Olavs Plass, er der i perioder indendørs markeder og udstillinger.
Byens torv er Kiperviktorget, hvor der ofte er marked i sommerhalvåret. Fiskesalget sker især langs Skansekaia, hvor lokale fiskere sælger fersk fisk og rejer direkte fra deres både.
Første lørdag hver måned er det bylørdag, hvor butikkerne har længe åbent, gratis parkering og forskellig underholdning i gaden.

## Uddannelse
Ålesund har intet universitet men flere andre videregående uddannelsesinstitutioner; Høgskolen i Ålesund, Ålesund Kunstfagskole og Fagskolen i Ålesund.
Der findes fem offentlige videregående skoler samt en privat med et stort udbud af studieretninger: Ålesund videregående skole (Også kaldt "Latinskolen"), Fagerlia videregående skole, Nørve videregående skole, Borgund videregående skole, Spjelkavik videregående skole og Akademiet Ålesund
Grundskolen i Ålesund består af 15 barneskoler- og 5 ungdomsskoler samt nogle private. 

## Kultur
Ålesunds ældste og mest kendte kulturhus er Arbeideren, som blev bygget i 1887. Arbeideren med plads til omtrent 350 tilskuere, er blevet brugt til både koncerter, revyer og teater.  
Parken Kulturhus blev åbnet i 1998 og er det nyeste og største med omtrent 500 siddepladser.
Ålesund har også to biografer; i centrum ligger Løvenvold kino, og på Moa ligger Moa Kinosenter.
Af årlige festivaler i Ålesund er Ålesund Båtfestival, Ålesund Teaterfestival, Midtsommerjazz, Jugendfest, Den Norske Matfestivalen og Innotown. I Verpingsvika, bag fjeldet, arrangeres Back in the Fields Rock Festival.
Kulturinstitutioner i Ålesund inkluderer Barneteatret Vårt, Jugendstilsenteret, Kunstmuseet KUBE, Jugendteateret, Teaterfabrikken, Ålesund Symfoniorkester, Ålesund Kammerkor, Sunnmøre Museum, Ålesund Museum og Atlanterhavsparken.

### Arkitektur
Som en følge af bybranden er Ålesund blevet internationalt kendt for sin særprægede arkitektur i jugendstil med tårne, spir og fantasifulde ornamenter på husfacaderne. Derfor har byen en unik plads i norsk arkitekturhistorie og er med i et europæisk netværk for art nouveau sammen med blandt andet Glasgow, Nancy, Wien, Barcelona, Brussel og Riga.
Genopbygningen kom ordentligt i gang i efteråret 1904, og allerede 3,5 år senere var størstedelen af bykernen genopført. Over 300 huse blev opført og mange af disse blev opført under indflydelse af datidens moderne arkitektur; art nouveau eller jugendstil. Mange af Norges bedste arkitekter havde ansvaret for genopbygningen. Dette fik forskellige norske udtryk, med ornamentik og form med idealer fra nordisk mytologi, eventyr og norsk middelalder, mens en anden retning var en rendyrkede norske materialer, marmor og granit, eller enkle pudsede facader som skulle tåle det hårde klimaet. Alle tag blev beklædt med skifer, som var mere modstandsdygtig overfor eventuelle nye brande.
Siden er omkring 20 % af disse bygninger dog gået til eller er blevet revet ned for at give plads til nyt byggeri. Sidstnævnte er især sket i 60'erne og 70'erne, samt ved opførslen af Ålesund Storsenter i 1998. ICOMOS Norge besluttet i september 2007 at jugendstilbyen Ålesund er et af de fem mest truede kulturminder i Norge. Store deler av Ålesund centrum er omfattet af NB!-registeret, Riksantikvarens liste over bymiljøer i Norge som har national kulturhistorisk betydning og bevaringsinteresse.

### Sport
Byen har flere idrætsforeninger. Aalesunds Fotballklubb har hjemmebane på Color Line Stadion. Aalesund Skytterlags forløber blev stiftet i 1861. Aalesunds Roklub blev stiftet i 1928
Ålesunds Seilforening blev stiftet 12. oktober 1927.

### Tusenårssted
Kommunens tusenårssted er Molja og Molovegen, valgt i 1999 i konkurrence med blandt andet Borgundkaupagen og Brosundet/Ålesundet.
Molovegen strækker sig fra fra Brunholmgata til Fjordgata. Den blev bebygget i den østlige ende allerede i 1840'erne og 1850'erne. Vejen undgik bybranden i 1904, og det som står tilbage i dag repræsenterer noget af den ældste bebyggelse fra 1800-tallets sidste halvdel.
En af grundene til at Molovegen blev valgt, er at den viser historiske træk af byen før branden i 1904. Der ser man også, hvordan området i perioden 1990-2010 har fået en positiv udvikling både inden for det erhvervs- og kulturmæssige område. Molovegen var oprindelig et område med store fabrikker baseret på råstoffor fra havet.
Molja er en mole bygget i 1854-1855 mellem Aspøya og Skanseholmen ved indsejlingen til Ålesundet. Fyrtårnet på nordspidsen er fra 1850.

### Venskabsbyer
Ålesunds venskabsbyer tæller  er:
- Sverige Västerås, Sverige (1947)
- Finland Lahtis, Finland  (1947)
- Danmark Randers, Danmark (1947)
- Island Akureyri, Island (1949)
- Skotland Peterhead, Skotland (1967)
- Italien Borgo a Mozzano, Anchiano, Italien (1979)
- USA Tacoma, USA (1986)